# Rouet (1)
|  | Denne artikel er oprettet af botten PalnaBot ud fra en ekstern database. Den kan derfor have sproglige fejl eller mangler. Denne skabelon kan fjernes efter kontrol af indholdet. |

Rouet (1) er en film instrueret af Anette Abildgaard.

## Handling
Kort uddrag af dansedramaet SPERANZA, omarbejdet i rockvideo form med Bill Holmberg som Rouet.